# ЕФАГ Тип К Вајхман
ЕФАГ Тип  Вајхман је био вишенаменски хидроавион направљен у Аустроугарској. Авион је први пут полетео 1916. године а произвела га је фирма  произвео Österreichische Flugzeugfabrik A.G. (Oeffag) из Беча.  Коришћен је за извиђање, бомбардовање и обуку пилота.

## Пројектовање и развој
Када су летећи чамац Лонер, надмашили савезнички ловци, Аустроугарска морнарица је расписала конкурс за нови пројект летећег чамца. Инж. Тео Вајхман из бечког ЕФАГ-а је направио пројект новог авиона који је први пут полетео 9.јула 1916. године. Захваљујући сарадњи две фирме белког ЕФАГ-а и будимпештанског УФАГ-а до јула месеца 1917. године испоручено је морнарици свих 36 наручених авиона који су добили назив Вајхман К а у предзнаку име произвођача.

## Технички опис
Авион ЕФАГ Тип  Вајхман је једномоторни двокрилни двоседи извиђачко-бомбардерски хидроавион. Авион је потпуно дрвене конструкције.
Труп је у облику чамца обложен водоотпорним шпером, а крила су дрвене конструкције пресвучена платном. Кокпит пилота и извиђача је био отворен и налазио су у трупу авиона испред крила, а пилот и стрелац-извиђач који је био наоружан једним покретним митраљезом калибра 7,92 mm су седели један поред другог.
У међу простору између крила је био смештен један од шесто-цилиндричних линијских, водом хлађених мотора: , , ,  и . Мотор са хладњаком за расхладну течност је био причвршћен на челичну конструкцију (балдахин) ослоњену на труп авиона. Потисна елиса која покреће авион је двокрака, направљена од дрвета фиксног корака.
Крила су правоугаоног облика, благо закошене нападне ивице (стреласта) крила према трупу  авиона са косим крајевима. Са сваке стране крила, авион је имао по пар упорница у облику латиничног слова V. Укрућивање крила се постизало унакрсно постављеним челичним ужадима са затезачима. Доња крила код овог авиона су нешто краћа од горњих. Испод доњих крила су постављени пловци који обезбеђују стабилност при узбурканом мору. Крилца за управљање авионом су се налазила само на горњим крилима. Вертикални и хоризонтални репни стабилизатори су били издигнути у односу на труп и решеткастом конструкцијом везана за њега. Хоризонтални репни стабилизатори су потпорним упорницама били ослоњени на труп авиона.

## Варијанте
Авион ЕФАГ Тип К Вајхман се производио у две фирме ЕФАГ/Албатрос у Аустрији и Уфаг у Мађарској. У овај авион се уграђивало 5 мотора па су варијанте овог авиона произилазиле из тих чињеница. У основи то је био исти авион.
- - са мотором
- - са мотором
- - са мотором
- - са мотором
- - са мотором
- - са мотором
- - са мотором
- - са мотором

## Оперативно коришћење
Укупно је произведено 36 ових авиона који су носили ознаке К 150-167 и К 185-202. Службовали су у јадранском акваторију од јула месеца 1917. до краја рата. Улога ових авиона је била пре свега на извиђачким активностима праћења савезничких (италијанских) поморских комуникација и бомбардовању уочених циљева. Веома су помогли и у проналажењу мина и њиховом обележавању.
Послератна судбина ових авиона није позната, једино се зна да ниједан примерак ових авиона није коришћен у Поморском вахдухопловству ратне морнарице Краљевине СХС/Југославије.

## Земље које су користиле овај авион
- Аустроугарска
- Краљевина Италија